# 恩田運動公園
恩田運動公園（おんだうんどうこうえん）は、山口県宇部市恩田町に位置する都市公園（運動公園）。

## 概要

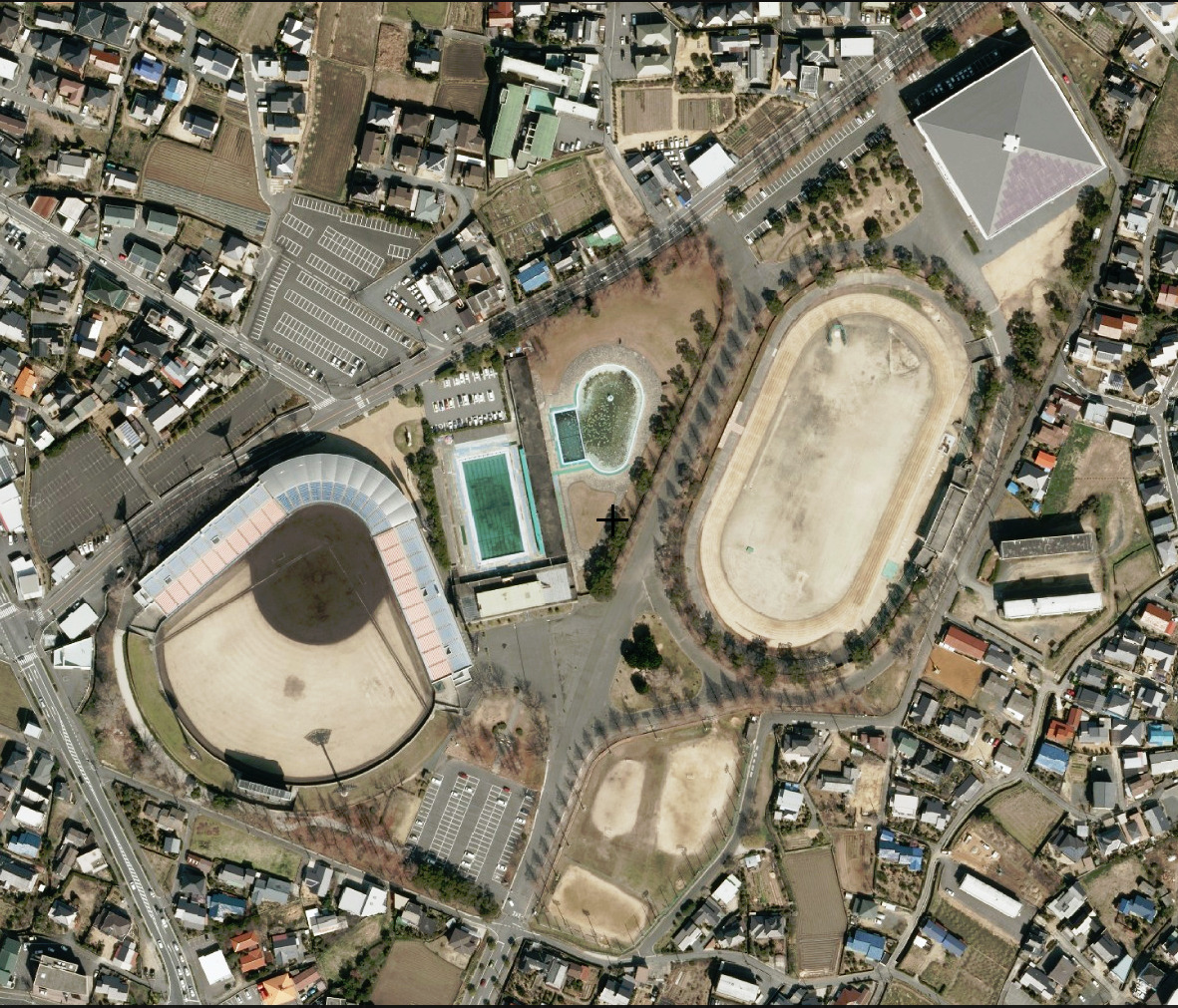
恩田運動公園全景

宇部市におけるスポーツの拠点として1941年（昭和16年）に開園し、第18回国民体育大会山口大会の主会場となった。同国体の開催と同時に恩田プール等が整備され、現在の公園の核となっている。
公園に隣接して宇部市俵田翁記念体育館が所在する。
2019年11月、宇部市が同公園をリニューアルする「恩田スポーツパーク構想」を策定。「スポーツからストリートカルチャーまで」をコンセプトに、耐震化の完了した野球場（及び俵田翁記念体育館）以外の施設を改修・廃止し、ランニング・ウォーキングコースや多目的グラウンド、都市型スポーツ広場の整備を計画、2020年にサウンディング型市場調査を実施した。

## 沿革
- 1941年（昭和16年） - 恩田運動公園が開園。同時に宇部市営恩田野球場等の施設が園内に開業。
- 1958年（昭和33年） - 恩田プールが完成。
- 1962年（昭和37年） - 恩田プールの飛び込み施設が完成。
- 1995年（平成7年）12月 - 宇部市営恩田野球場が改築工事のため全面閉鎖。
- 1998年（平成10年）
  - 2月5日  - 野球場改築工事竣工。同時に恩田運動公園野球場に改称し、通称名宇部市野球場を付与した。改築工事により、一軍公式戦のナイター開催に必要な照度を充足する照明設備が設けられた。
  - 5月26日 - 宇部市野球場で広島東洋カープ主催の公式戦（横浜ベイスターズ戦）開催。
- 1999年（平成11年） - 宇部市野球場で広島東洋カープ主催の中日ドラゴンズ戦開催。
- 2011年（平成23年）4月12日 - 宇部市野球場で読売ジャイアンツ主催の開幕戦（東京ヤクルトスワローズ戦）開催。

## 主要施設

### 野球場（宇部市野球場）
1941年（昭和16年）に宇部市営恩田野球場（うべしえい おんだやきゅうじょう）として開場。1998年（平成10年）のリニューアルオープンの際に条例上の名称を改称し、通称名を宇部市野球場（うべし やきゅうじょう）とした。また2011年（平成23年）春には宇部市に本社を置き、物流機器レンタルなどを手掛けるユーピーアールが施設命名権（ネーミングライツ）を取得し、同年4月1日付で愛称「ユーピーアールスタジアム」が付与された。

### 恩田プール

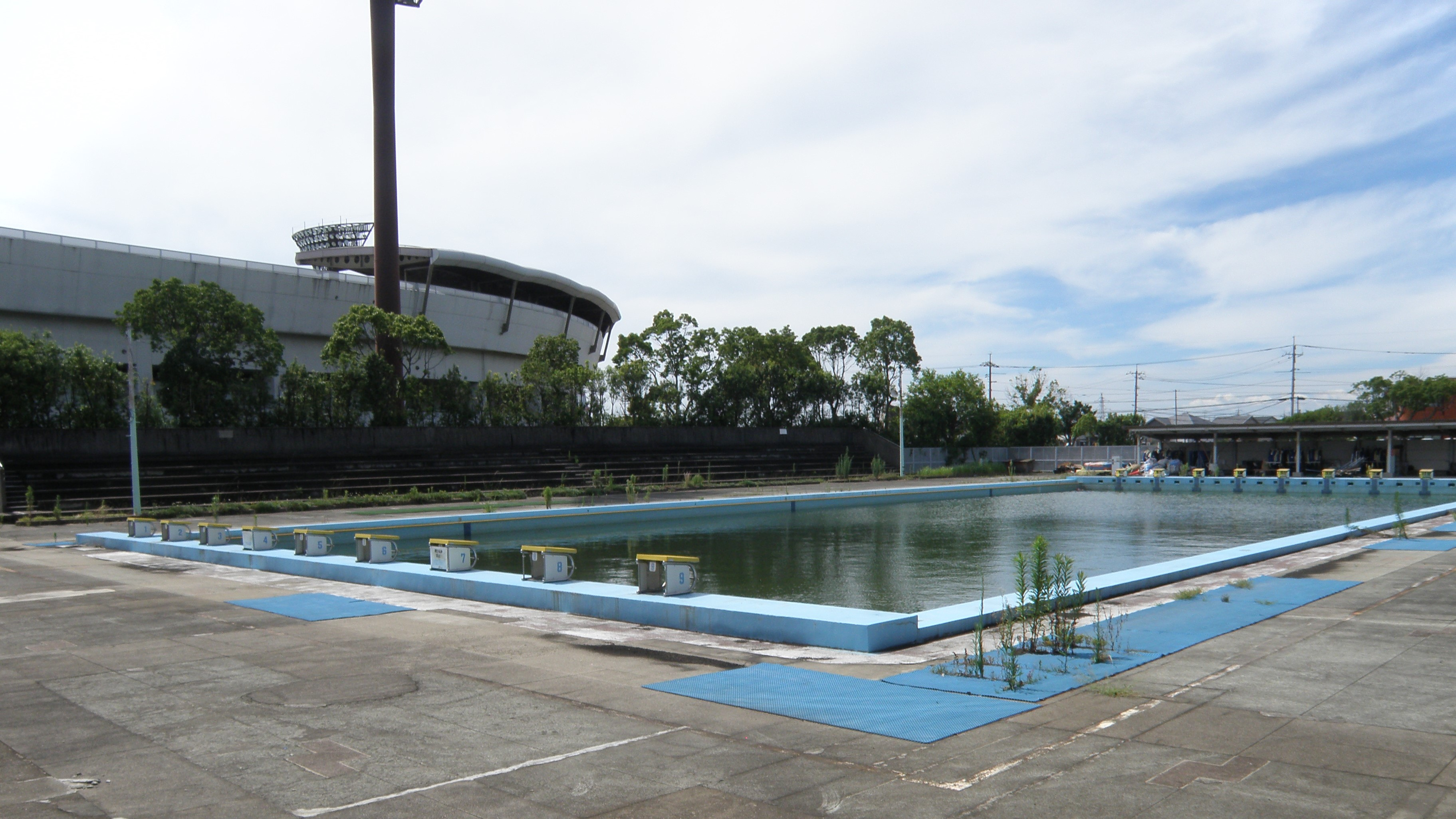
恩田プール跡（2021年撮影）。左後方は宇部市野球場。

25mプール（5コース）と50mプール（9コース）、水中ウォーキング用の徒歩プール（面積約1,256m2）を備えた屋外プール。夏期（7月・8月）のみ使用可能。
50mプールは山口県では数少ない日本水泳連盟公認プールで、自動審判時計装置が設置されており、徒歩プール・スタンドには500人収容可能。1963年の第18回国民体育大会では水泳競技の会場となった（2011年のおいでませ!山口国体では山口きらら博記念公園に新設される屋内プールが会場となる）。
前述の沿革の通り、かつては飛び込み施設も存在したが、のちに取り壊されている（時期不明）。
利用者の減少と施設の老朽化のため、2020年3月に廃止。2021年夏には隣接地にビニールプール「じゃぶじゃぶスポット」が開設されている。
- 敷地面積 - 20,000m2
- 利用可能時間 - 午前9時から午後1時、午後2時から午後6時

### 陸上競技場

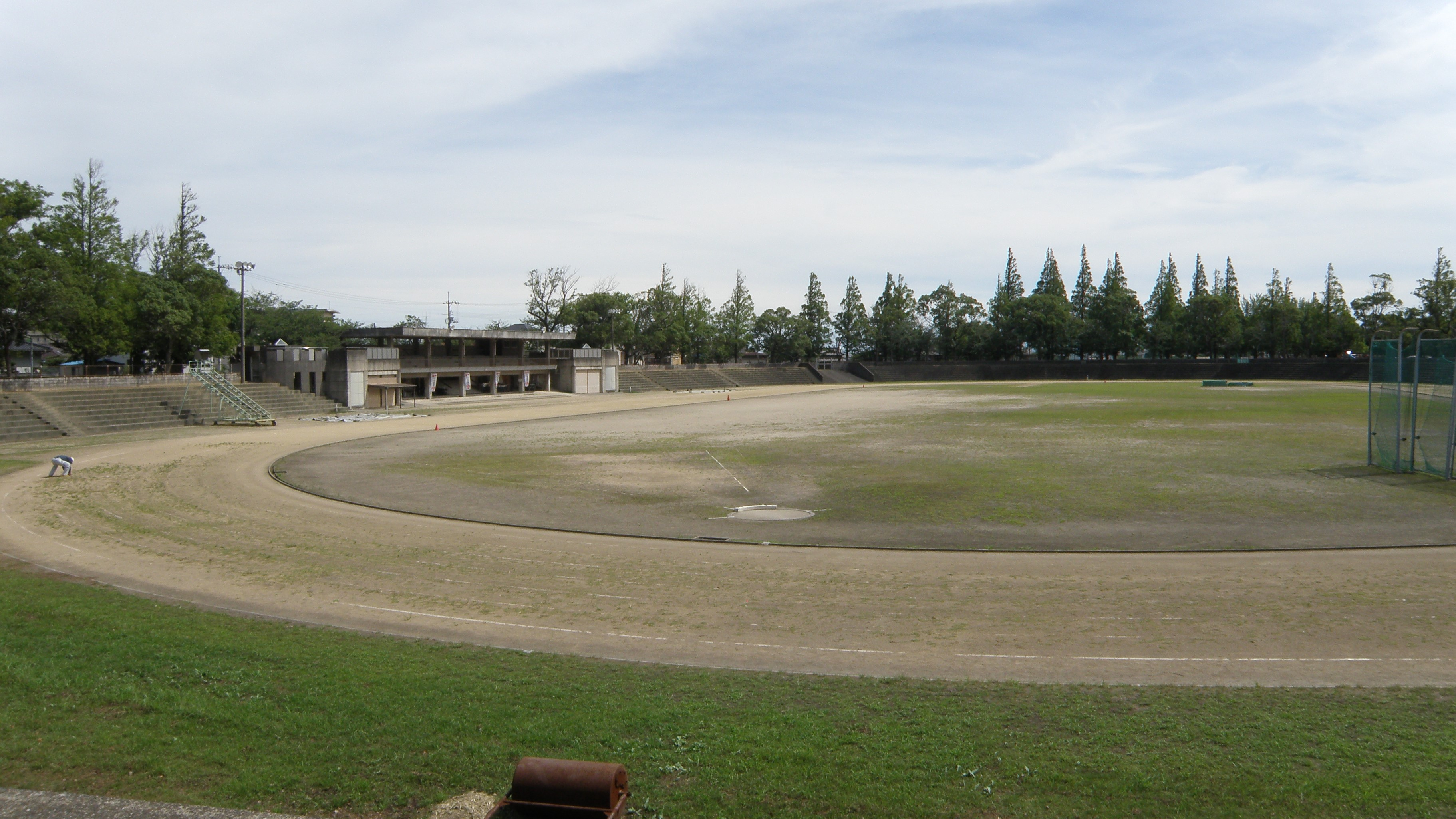
恩田運動公園陸上競技場

- 敷地面積 - 23,000m2
- 利用可能時間 - 午前8時から午後9時
- 休館日 - 12月29日から1月3日
- トラック
  - 8レーン
  - 1周400m
  - 幅員10m
  - 直走路90m
- フィールド
  - 円盤投げ
  - 砲丸投げ
  - ハンマー投げ
  - やり投げ
  - 走り高跳び
  - 棒高跳び
  - 走り幅跳び、三段跳び

### 補助競技場
- 敷地面積 - 8,500m2
- 利用可能時間 - 午前8時から午後9時
- 休館日 - 12月29日から1月3日
- フットサル - 2面
- グラウンドゴルフ
- 夜間照明あり

## 交通アクセス
- JR宇部線 東新川駅下車徒歩18分
- 宇部市交通局 めぐりーな（東部市内循環線）「恩田運動公園」バス停下車徒歩5分
- 宇部市交通局 東方面 「恩田」バス停下車徒歩7分
- 山口宇部空港より車で5分